# World Trade Center Metz–Saarbrücken
Das World Trade Center Metz–Saarbrücken mit seinem Hauptsitz in Metz, Frankreich und seiner Zweigstelle bei der Industrie- und Handelskammer des Saarlandes in Saarbrücken ist eine seit 1989 auf internationaler Ebene agierende Beratungsstelle für die wirtschaftliche Zusammenarbeit. Sie umfasst etwa hundert Mitgliedsunternehmen der Region Saar-Lor-Lux.

## Tätigkeit
Die Hauptaufgabe des World Trade Center Metz–Saarbrücken besteht darin, Exportunternehmen  in der Großregion zu beraten und deren Handelsmöglichkeiten zu vereinfachen. Darüber hinaus unterstützt es internationale Firmen bei deren kommerzieller Entwicklung innerhalb des transnationalen Wirkungsbereiches des WTC Metz–Saarbrücken. Es ist Mitglied der World Trade Center Association (WTCA), die ihren Hauptsitz in New York hat.  

## Hintergrund
Der Name Metz–Saarbrücken ist zurückzuführen auf die Gründungsstädte im Jahre 1989. Die französische Stadt Metz und die Landeshauptstadt Saarbrücken hatten damals zeitgleich bei der WTCA eine Lizenz beantragt, um ein lokales World Trade Center zu gründen und zu betreiben. Zur Intensivierung der wirtschaftlichen Zusammenarbeit einigten sich die Städte Metz und Saarbrücken, die Industrie- und Handelskammer des Saarlandes und die Chambre de commerce et d’industrie de la Moselle, der lothringische Regionalrat (Conseil régional de Lorraine) und das Ministerium für Wirtschaft des Saarlandes, ein gemeinsames World Trade Center Metz–Saarbrücken zu errichten.

## Lokalisierung
Der Hauptsitz des World Trade Center befindet sich seit 2018 am Place d’Armes im Zentrum von Metz. In den ersten 25 Jahren seines Bestehens empfing der Verein seine Mitglieder in einem der Zwillingstürme im Stadtteil Technopôle in Metz.

## Geschichte
Die World Trade Center Association (WTCA) wurde 1968 nach der Errichtung des ersten World Trade Centers in New Orleans gegründet. Die WTCA ist eine gemeinnützige, unpolitische Vereinigung, die sich für die Errichtung und den Betrieb von World Trade Centern (WTCs) als Instrumente zur Förderung des internationalen Handels einsetzt. Im Mai 2020 umfasste die WTCA 323 lokale WTCs, die in 90 Ländern lizenziert sind.
Das World Trade Center Metz–Saarbrücken ist das Ergebnis der Bemühungen um eine Intensivierung der grenzüberschreitenden Zusammenarbeit zwischen dem Saarland bzw. der Landeshauptstadt Saarbrücken und Lothringen und der Stadt Metz.
Der interregionale Parlamentarische Rat und der saarländisch-lothringische Ministerrat initiierten im Jahre 1986 intensive grenzüberschreitende Aktivitäten. Daraus erfolgte die Gründung des World Trade Centers Metz–Saarbrücken am 31. Mai 1989.
Umfassende strukturelle Veränderungen in der Industrie- und Handelskammer Moselle im Jahre 2014 führten beim World Trade Center Metz–Saarbrücken zur Einstellung von bestimmten Dienstleistungen und zum Umzug in das Büro am Place d’Armes. Das World Trade Center Metz–Saarbrücken wurde schließlich von der Stadt Metz übernommen und die Agentur Inspire Metz integriert. Von diesem Zeitpunkt an wurde die Leitung des WTC an die Agentur übergeben.